# Marmeladspade

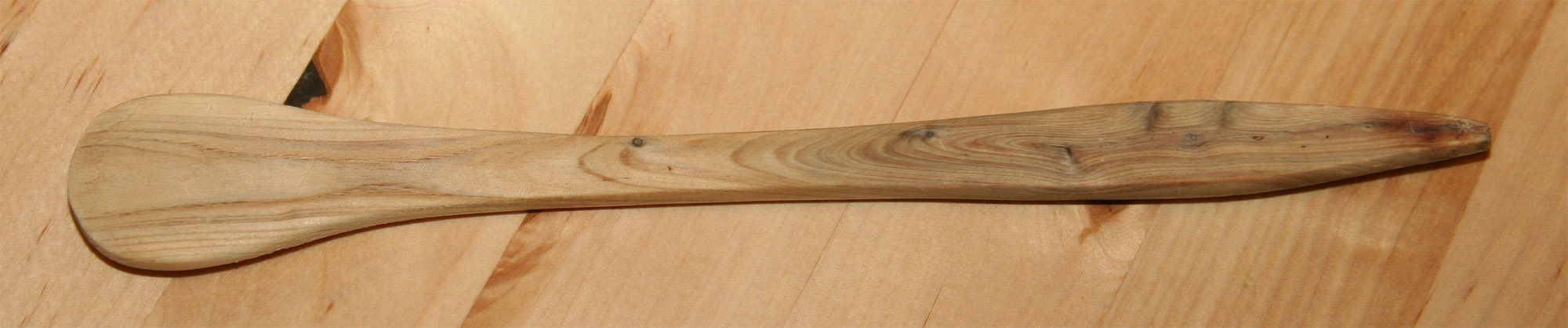
En marmeladspade i trä.

En marmeladspade (marmeladsked) är ett redskap för att ta marmelad och breda på smörgåsen. Den kan likt smörkniven vara tillverkad av stål eller trä.